# Восьмой шар
«Восьмой шар» (фин. 8-pallo) — криминальная драма режиссёра Аку Лоухимиеса. Фильм получил и номинировался на несколько премий «Юсси», в том числе и в категории за лучший фильм. Премьера состоялась 30 января 2013 года.

## Сюжет
Пике — мать-одиночка и бывшая проститутка попала в тюрьму, связавшись с криминальной компанией в юности. Причиной всех её бед являлся парень по имени Лалли, в которого она была влюблена. И оказавшись в руках полиции никто не приходит к ней на помощь, дело осложняется тем, что Пике была беременна. После выхода из тюрьмы, она старается наладить нормальную жизнь для себя и своей дочери Александры, но вскоре в её жизнь возвращается Лалли, отец Александры и старый любовник Пике. Ей приходится выбирать между возлюбленным, жестоким алкоголиком и наркоманом, и своей маленькой дочерью.

## В ролях
- Джессика Грабовски — Пике
- Ээро Ахо — Лалли
- Пиркка-Пекка Петелиус — Элиас Каски
- Микко Леппилампи — Олли Репо
- Микко Коуки — Халонен
- Ленна Куурмаа — Анна
- Кари Кетонен — Ивакка
- Сесилия Макмиллан — Александра

## Награды и номинации
| Год  | Премия        | Категория                            | Имя                        | Результат |
| ---- | ------------- | ------------------------------------ | -------------------------- | --------- |
| 2014 | Премия «Юсси» | Лучший грим                          | Mari Vaalasranta           | Победа    |
| 2014 | Премия «Юсси» | Лучший актёр                         | Ээро Ахо                   | Победа    |
| 2014 | Премия «Юсси» | Лучшая актриса                       | Джессика Грабовски         | Номинация |
| 2014 | Премия «Юсси» | Лучший актёр второго плана           | Пиркка-Пекка Петелиус      | Номинация |
| 2014 | Премия «Юсси» | Лучшая режиссура                     | Аку Лоухимиес              | Номинация |
| 2014 | Премия «Юсси» | Лучший монтаж                        | Саму Хейккиля              | Номинация |
| 2014 | Премия «Юсси» | Лучший дизайн костюмов               | Энн-Мария Юлитапио         | Номинация |
| 2014 | Премия «Юсси» | Лучший звук                          | Kirka Sainio               | Номинация |
| 2014 | Премия «Юсси» | Лучшая работа художника-постановщика | Петри Неувонен             | Номинация |
| 2014 | Премия «Юсси» | Лучший фильм                         | Marko Antila Теро Каукомаа | Номинация |